# Uroš Nenadović
Uroš Nenadović (in serbo Урош Ненадовић?; Belgrado, 28 gennaio 1994) è un calciatore serbo, attaccante del Borac Čačak.

## Palmarès

### Club

#### Competizioni nazionali
- Coppa di Serbia: 1

Vojvodina: 2013-2014
- Campionato armeno: 1

Alaškert: 2016-2017
- Coppa d'Armenia: 1

Alaškert: 2018-2019